# Volusia County
Volusia County er et county beliggende imellem St. Johns-floden og Atlanterhavet i den øst-centrale del af den amerikanske delstat Florida. Hovedbyen i countiet er DeLand, og Deltona med cirka 86.000 indbyggere er den største by. I 2010 havde countiet 494.593 indbyggere. Det blev grundlagt 29. december 1854, og er opkaldt efter det kommunefrie område Volusia.
Motorsportsanlægget Daytona International Speedway i Daytona Beach er beliggende i Volusia. Her bliver hvert år kørt det berømte NASCAR-løb Daytona 500.

## Geografi
Ifølge United States Census Bureau er Volusias totale areal på 3.710 km², hvoraf de 858 km² er vand. 

### Grænsende counties
- Flagler County - nord
- Brevard County - syd
- Orange County - syd
- Seminole County - sydvest
- Lake County - vest
- Marion og Putnam counties - nordvest